# Tengeri vidra

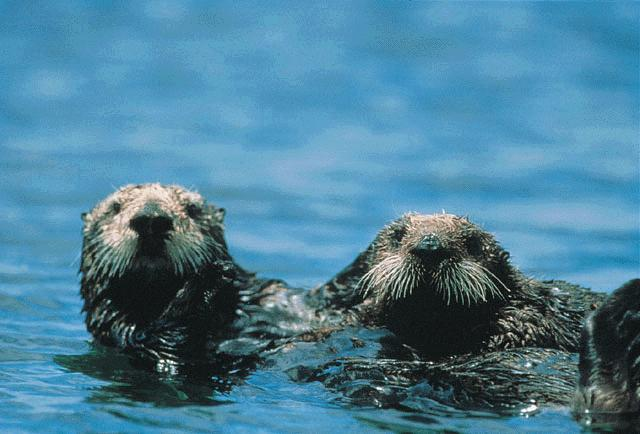
Kíváncsi tengeri vidrák

A tengeri vidra (Enhydra lutris) az emlősök (Mammalia) osztályának ragadozók (Carnivora) rendjébe, ezen belül a menyétfélék (Mustelidae) családjába és a vidraformák (Lutrinae) alcsaládjába tartozó Enhydra emlősnem egyetlen élő faja és egyben a típusfaja is.
A tengeri vidra az Észak-Csendes-óceán jellegzetes állata. A felnőtt tengeri vidrák testtömege 14–45 kilogramm között van, így a menyétfélék közül a legnehezebbek, de a tengeri emlősök közül a legkönnyebbek. Eltérően a többi tengeri emlőstől, a tengeri vidra a testhőmérséklet megtartásában, nem a hőszigetelő zsírrétegre, hanem a vastag bundájára hagyatkozik. Habár a szárazon is képes mozogni, a tengeri vidra életének legnagyobb részét az óceán vízében tölti.
A tengeri vidra a partközeli vizeket kedveli, ahol gyorsan le tud merülni a tengerfenékre, hogy táplálékot hozzon fel. Főleg tengeri gerinctelenekkel táplálkozik, például tengerisünökkel, különféle puhatestűekkel és rákokkal, de egyes halfajokat is fogyaszt. Táplálkozási módszere szinte hihetetlen; a kemény héjú kagylókat a tengerfenékről felhozott kövekkel ütögetve töri fel, így azon kevés állatok közé tartozik, amelyek tárgyakat használnak. Az állat kulcsfaj: megfékezi a tengerisünök túlszaporodását, melyek lelegelnék az összes barnamoszat erdőt. Tápláléka között olyan élőlények is vannak, amelyeket az ember is szívesen fogyaszt, emiatt sokszor konfliktusba kerül a kagylótenyésztőkkel és a halászokkal.
Az egykor 150 000–300 000 egyedből álló tengeri vidra állományt értékes prémje miatt az ember 150 év alatt szinte teljesen kipusztította. A vadászat betiltása, a védelmi intézkedések és a szaporítási programok segítségével sikerült megmenteni ezt a fajt. Mostanra az egykori elterjedési területük kétharmadát vették újra birtokba. Mivel tankhajóbalesetek bármikor történhetnek, melyek a kialakuló olajszennyezés révén nagy veszteségeket okozhatnak az állományban, a fajt még mindig a veszélyeztetett fajok listáján tartják.

## Neve
Az állat első tudományos leírását Georg Wilhelm Steller alkotta meg 1751-ben, azt követően pedig Linnaeus 1758-ban belefoglalta a „Systema Naturae” című művébe. Az állatot először Lutra marina tudományos néven ismerték, de azóta megnevezése sokszor változott, amíg 1922-ben végül elfogadták az Enhydra lutris nevet. Az „Enhydra” elnevezés az ógörögből származik, en/εν „benne” és hydra/ύδρα „víz”, jelentése „a vízben”, és a latin „lutris” melynek jelentése „vidra”. Korábban „tengeri hód”-nak is nevezték, bár a vidrák és hódok között nagy a rokonsági távolság. A tengeri vidrát nem kell összetéveszteni a ritka parti vidrával (Lontra felina), amely Dél-Amerika nyugati partjain él. Számos édesvízi vidra is elő-elő bukkan a tengerparti vizekben. A kihalt tengeri nyérc (Neogale macrodon), amely Észak-Amerika északkeleti partjainál élt, egy másik menyétféle, amely jól alkalmazkodott a tengeri élethez.

## Kifejlődése

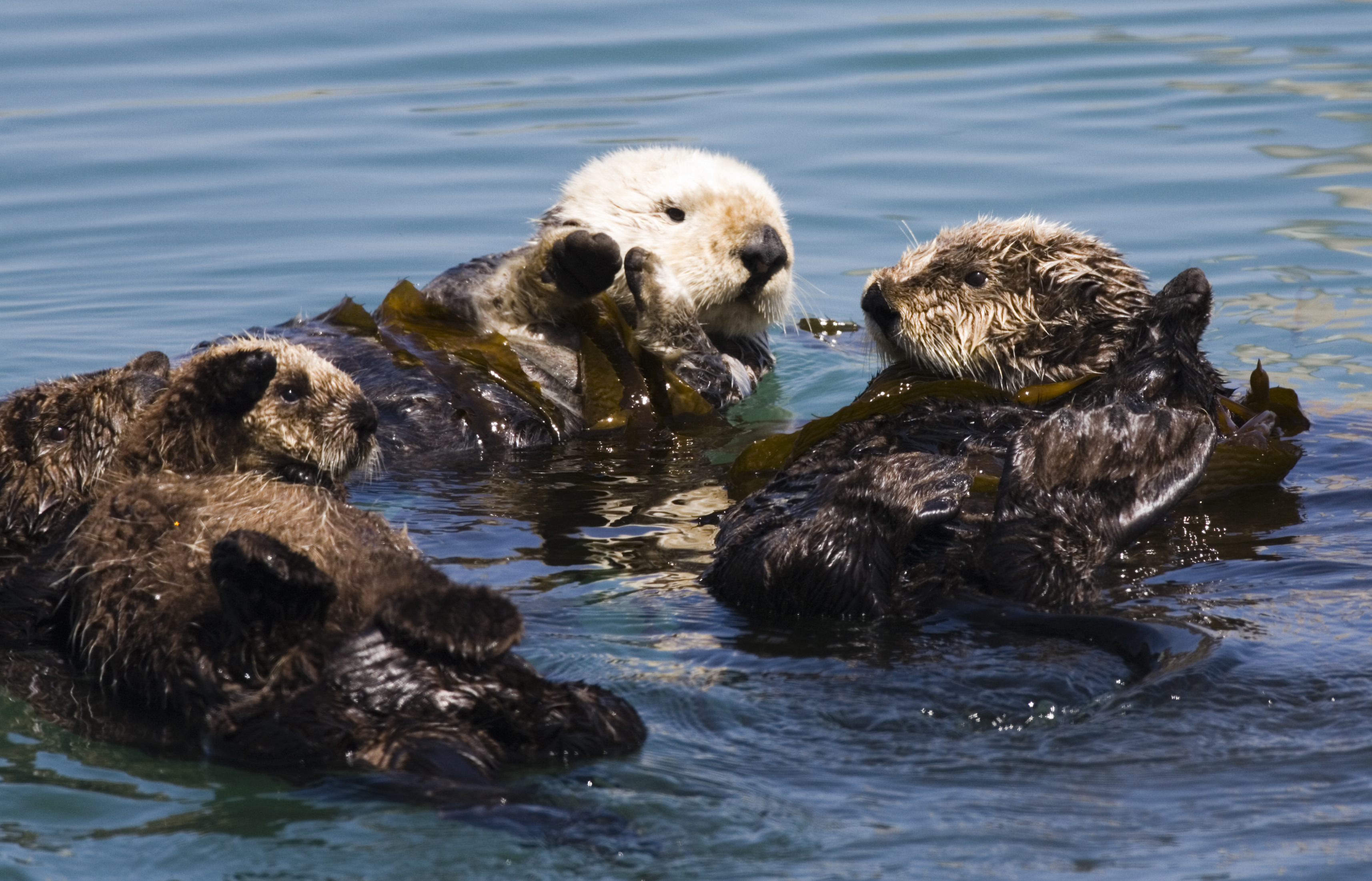
Bár a tengeri vidra új tengeri emlős, születésétől idős koráig a vízben élhet

A tengeri vidra a legnehezebb menyétféle, viszont az óriásvidra hosszabb, de lényegesen karcsúbb. Ebbe a családba 13 élő vidrafaj és sok más szárazföldi állat tartozik, köztük a menyét, a borz és a nyérc is. Az állat egyedi a menyétfélék között, mivel nem ás búvóhelyet, nem jelzi revírterületét szagokkal és egész életét a vízben tölti. Az Enhydra emlősnem egyetlen élő tagjaként, a tengeri vidra annyira eltér a többi menyétfélétől, hogy 1982-ben egyes biológusok inkább a valódi fókafélékkel állították rokonságba. A genetikai vizsgálatok azt mutatják, hogy a tengeri vidrának, a foltosnyakú vidrának, az európai vidrának, a nagyfogú tömpeujjú-vidrának és az ázsiai kiskarmú vidrának körülbelül 5 millió évvel ezelőtt közös őse volt.
A kövületek szerint az Enhydra ág körülbelül 2 millió évvel ezelőtt különült el az Északi-Csendes-óceánban, létrehozva a mára már kihalt Enhydra macrodonta fajt és a ma is élő tengeri vidrát. Az E. macrodonta mellett egy másik pleisztocén kori fajt is találtak, az Enhydra reevei-t, melynek kövületeire Anglia keleti partjain bukkantak rá. A modern tengeri vidra először Hokkaidó északi részén és Oroszország partjainál jelent meg, aztán kelet felé terjeszkedett, az Aleut-szigetek és Alaszka környékén, innen pedig dél felé indult Észak-Amerika partja mentén. Összehasonlítva a cetekkel, tengeritehenekkel és úszólábúakkal, amelyek 50-40, illetve 20 millió éve élnek a tengerekben, a tengeri vidra új jövevény. Néhány szempontból jobban alkalmazkodott a tengeri élethez, mint az úszólábúak, mivel az utóbbiak ki kell jöjjenek a szárazra vagy jégre, hogy világra hozzák kicsinyeiket.

## Előfordulása
A tengeri vidra a Csendes-óceán északi partvidékén és szigetein él, nyugaton Kaliforniától Alaszkáig, keleten Japán és Oroszország partvidékén található meg.
A számuk, feltételezések szerint 150 000–300 000 között volt. 1741–1911 között könyörtelenül vadászták, ezért egyedszámuk az időszak végére 1000–2000-re csökkent. A nemzetközi vadászati tilalom, az élőhelyek megóvása és a visszatelepítések segítettek a tengeri vidrának, hogy újra benépesítse az egykori elterjedési területének a kétharmadát. A tengeri vidra állomány helyreállása nagy sikert jelent a tengeri természetvédelemben, bár az Aleut-szigeteken és Kaliforniában az állomány nagysága napjainkban visszaesett. Az állatot, a halászok és a kagylótenyésztők törvénytelenül üldözik (ölik és elkergetik még a nekik kijelölt helyekről is), a betegségek és az időnként tengerbe ömlő olaj miatt még mindig a veszélyeztetett állatok listáján tartják.

## Alfajai
Három elismert alfaja létezik, amelyek méretben és koponyájuk, illetve foguk alapján különböznek egymástól:
- ázsiai tengeri vidra (Enhydra lutris lutris) (Linnaeus, 1758) - a Kuril-szigeteken, Kamcsatka partvidékén és a Parancsnok-szigeteken fordul elő. Ez a legnagyobb alfaj.
- alaszkai tengeri vidra (Enhydra lutris kenyoni) Wilson, 1991 - Alaszka partvidékén és az Aleut-szigeteken él. Ez a legnagyobb számban fennmaradt alfaj. Kóborló egyedei olykor Brit Columbia, Washington állam, sőt Oregon északi részének partvidékén is fellelhetőek. Az oregoni visszatelepítés nem járt sikerrel, viszont az 1969-es és 1970-es évi, Washington államban, igen. Azóta az állatok visszafoglalták korábbi elterjedési területüknek jelentős részét. A tengeri vidrák ma már megtalálhatók a Juan de Fuca szorosban, keleten Pillar Pointig. De láttak példányokat a San Juan-szigetek mellett és Puget Sound északi részén is.
- kaliforniai tengeri vidra (Enhydra lutris nereis) (Merriam, 1904) - korábban az Amerikai Egyesült Államok teljes nyugati partja mentén megtalálható volt, egészen Kalifornia állam déli részéig. A szőrméje miatti kíméletlen vadászat miatt úgy tűnt, hogy a 20. század első évtizedeiben kihalt, de 1938-ban egy alig 100 egyedből álló kis populációját újra felfedezték. Mára egyedszáma növekedőben van, de még mindig ez a legritkább a három alfaj közül. Feltehetően kevesebb halat fogyaszt, mint a másik két alfaj és ritkábban is jön ki a szárazföldre.

## Megjelenése

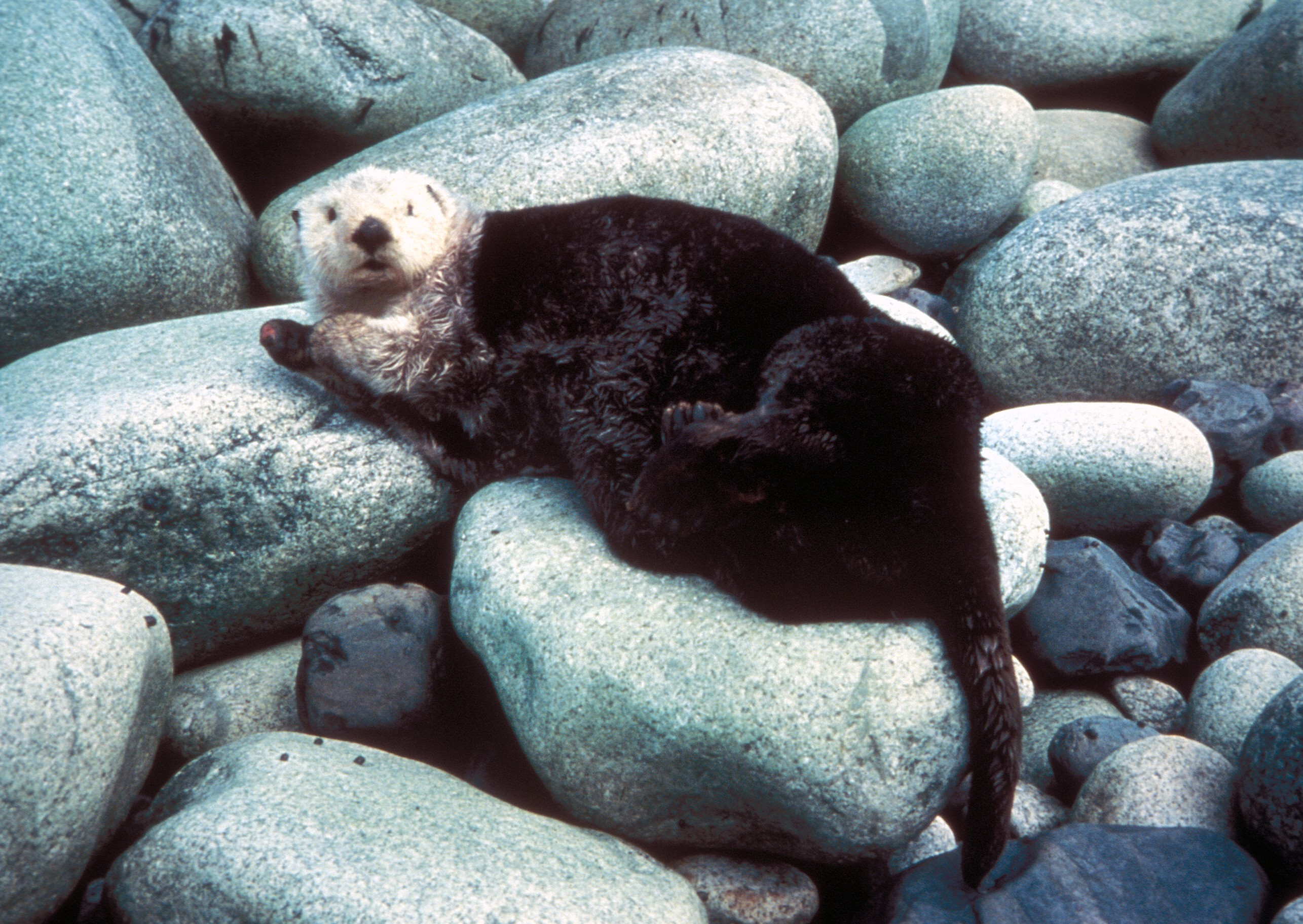
A tengeri vidra bundája bozontosabbnak tűnik a szárazon, mint a vízben

A tengeri vidra az egyik legkisebb tengeri emlős. A hím fej-törzs-hossza 120–150 centiméter, testtömege 22–45 kilogramm, a nőstényé 100–140 centiméter, 15–32 kilogramm. Mindkét nemnek körülbelül 30–33 centiméter hosszú a farka. Bundája sima, sűrű és meleg. A tengeri vidra nem rendelkezik hőszigetelő zsírréteggel, csak a bundája védi a hidegtől; ha az olajtól összeragad a szőre, az állat megfagy. Bőre egy négyzetcentiméterén 150 000 szőrszál található, így a legsűrűbb bundájú állatnak számít. A bunda két szőrrétegből áll: az egyik a hosszabb, felszíni védőszőrzet, amely szárazon tartja az alsó rövidebb szőrzetet, így az állat bőréhez nem ér a hideg víz és a testmeleg nem használódik el hamar. A vastag bunda egész évben megmarad, és mivel az állat fokozatosan hullatja szőrét, nincs nála vedlési időszak. A felszíni védőszőrzet tisztaságától függ a hőszigetelés, ezért létfontosságú, hogy az állat a testének minden részét elérhesse. Ebben segíti a rugalmas bőre és a nagyon hajlékony csontváza. A bunda színezete legtöbbször sötétbarna, ezüstös foltokkal, de a sárgától vagy szürkésbarnától a majdnem feketéig is változhat. A felnőtt állatoknál a fej, a nyak és a melltájék világosabb a test többi részénél.
Az állat számos módon alkalmazkodott a vízi életmódhoz. Az orrlyukak és a kis fülek képesek bezáródni. Hátsó lábai hosszúak, szélesek, és lábujjai között úszóhártyák feszülnek. Zsákmányszerzés közben az állat hátsó lábának erős csapásaival hajtja magát előre. Mindkét hátsó lábán az ötödik ujj hosszabb, mint a többi, ami segíti a háton való úszáskor, de nehezíti a szárazon való járását. A farok eléggé rövid, vastag, kissé lapított és izmos. A mellső lábak rövidek, visszahúzható karmokkal, tenyerén pedig durva kinövések vannak, amelyek megakadályozzák a síkos zsákmány menekülését.
A tengeri vidra úszás közben a teste hátsó részét, a farkát és a hátsó lábait fel-le mozgatja, és képes 9 km/h sebességet is elérni. A víz alatt az állat teste hosszú és áramvonalas, mivel a mellső lábait testéhez szorítja. A felszínen általában a hátán fekszik, ide-oda mozgatva hátsó lábait és farkát. Pihenés közben mind a négy végtagját hasi részére teszi, hogy hatékonyabban tartsa meg testhőmérsékletét, a melegebb napokon pedig a hátsó lábait a víz alá dugja, hogy hűljön. Az állat nagyon jól tud lebegni a vízfelszínén, mivel a tüdeje befogadóképessége igen nagy – 2,5-szer nagyobb, mint egy hasonló méretű, szárazföldi emlősnek – és a bundája is megtart sok levegőt. A tengeri vidra ügyetlenül, gurulósan jár, míg futás közben meghajolva szökell. Habár képes a szárazon is járni, a nyílt vízben tölti idejének legnagyobb részét.
Nagyon érzékeny, hosszú bajuszszálainak és a mellső lábainak köszönhetően a tengeri vidra képes akár sötét, zavaros vizekben is zsákmányt találni. A kutatók észrevették, hogy amikor éppen meg akarták közelíteni az állatokat, és felőlük fújt a szél, a tengeri vidrák hamarább reagáltak, mint amikor az állatok irányából fújt a szél. Ez arra enged következtetni, hogy a tengeri vidráknak jobb a szaglása, mint a látása. Más megfigyelések azt mutatták, hogy egyaránt jól lát a víz alatt és felett, de nem olyan jól, mint a fókák. A hallása nem rossz, de nem is kitűnő.

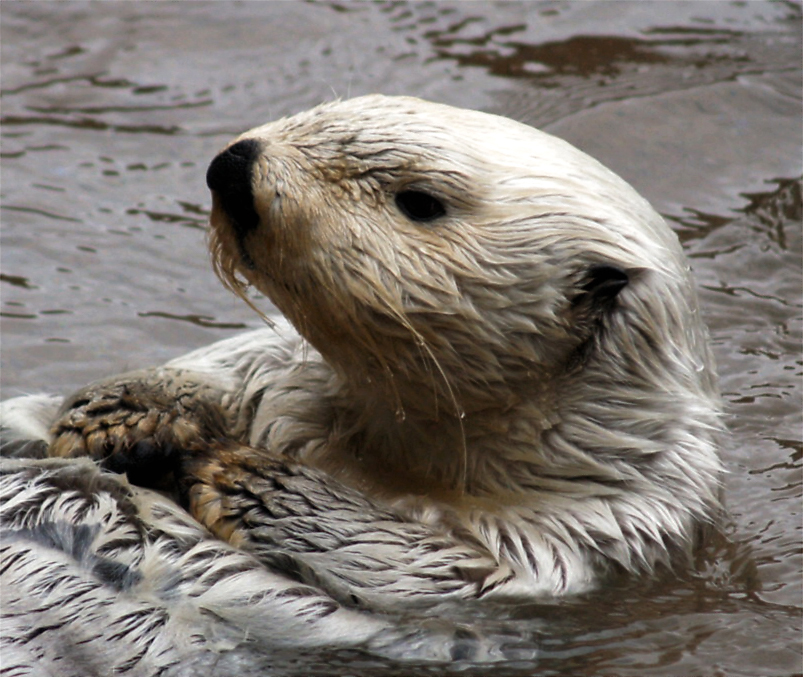
Egy háton úszó felnőtt tengeri vidra

A kifejlett állatok 32 foga, főleg az őrlőfogak, lapítottak és lekerekítettek. Inkább zúzásra és nem vágásra alkalmasak. A fókák és a tengeri vidrák az egyetlen ragadozók, amelyeknek két pár alsó metszőfoga van, és nem három, ahogyan a többieknél. A felnőtt állatok fogképlete a következő: {\displaystyle {\tfrac {3.1.3.1}{2.1.3.2}}}
A tengeri vidra anyagcseréje kétszer-háromszor gyorsabb, mint egy hasonló nagyságú szárazföldi emlősnek. Az állat minden nap körülbelül saját testsúlya 25–38 százalékát kitevő táplálékot kell megegyen ahhoz, hogy életben maradhasson a hideg vízben. Az emésztőrendszere körülbelül 80–85%-os hatásfokú, a táplálék mindössze három óra alatt halad végig a tápcsatornán. A legtöbb vizet a táplálékából nyeri, de eltérően a többi tengeri emlőstől, a tengeri vidra képes sós vizet is inni. Méretéhez képest az eléggé nagy veséi ki tudják választani a tengervízből az édesvizet, emiatt az állat vizelete igen sűrű.

## Életmódja

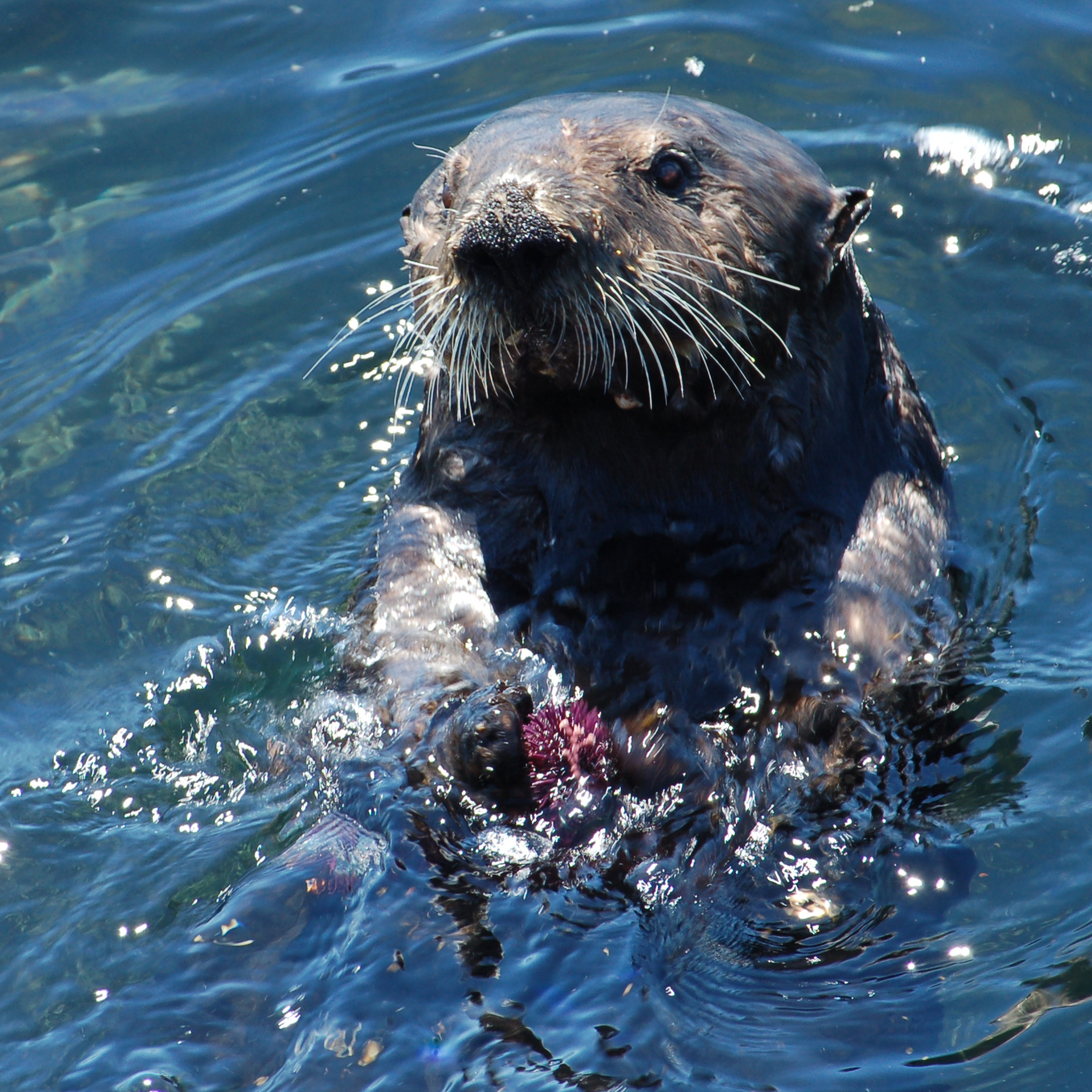
Érzékeny bajuszszálaival és mellső lábaival könnyen kitapogatja zsákmányát a zavaros vízben

A tengeri vidra nappali állat. A táplálékszerzést egy órával napfelkelte előtt kezdi, aztán délben alszik vagy pihen. Pihenés után, napnyugtáig még néhány órát táplálkozik, de néha, késő éjszaka, egy harmadik táplálékszerző útja is lehet. Az olyan nőstények, amelyeknek kölykei vannak, inkább éjszaka vadásznak. Megfigyelésük azt mutatja, hogy az állatok a táplálékkínálattól függően, a napnak 24–60 százalékát töltik táplálékszerzéssel.
A neki megfelelő élőhelyek az óriás barnamoszaterdők, ahol ügyesen vadászik.
Az állatok a szőrzetápolásnak nagy jelentőséget tulajdonítanak, amely bundájuk takarításából, kibogozásából, az elhullt szőrök eltávolításából, a bundából való vízkiszorításból és a szőrzetbe való levegő befújásából tevődik össze. Egy kívülállónak ez a tevékenység vakarózásnak tűnhet, de nincs bizonyíték arra, hogy a tengeri vidrák bundájában lennének tetvek vagy más élősködők. Táplálkozás közben időnként meg-megfordul a vízben, hogy lemossa a „morzsákat” a hasi részről.

### Táplálkozása

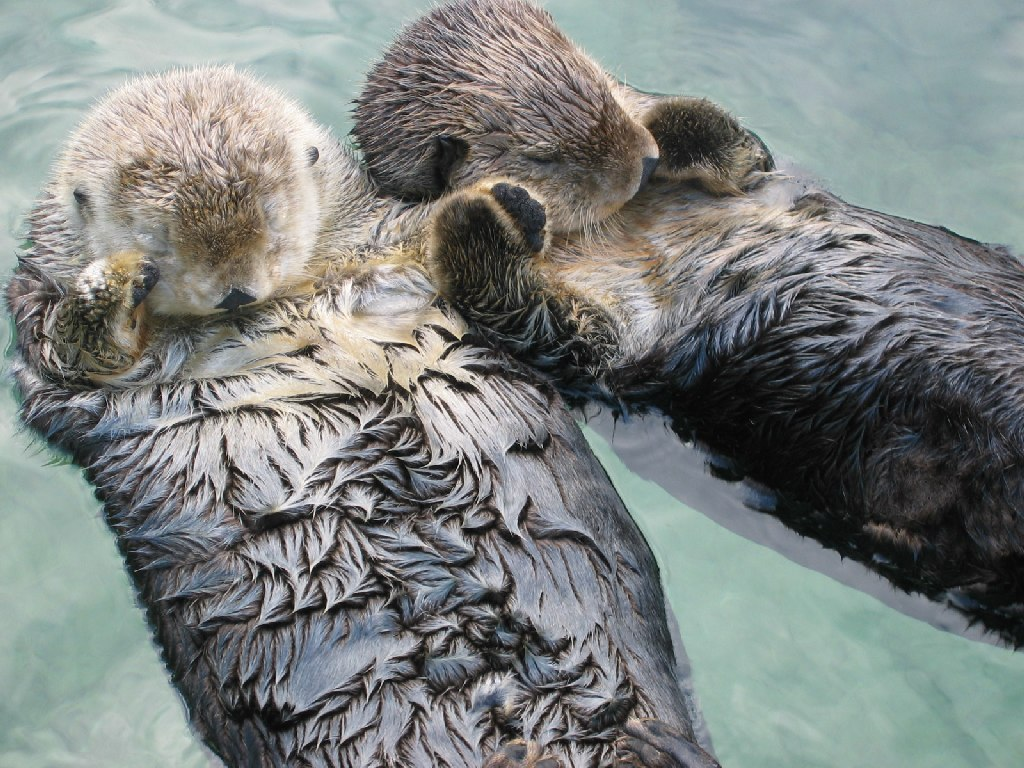
Azért, hogy alvás közben ne váljanak el egymástól, a tengeri vidrák egymás mellső lábait átölelik. Az állat kiválóan tud lebegni a víz felszínén

Tápláléka halak, rákok, csigák, kagylók és tengeri sünök. A tengeri vidra rövid merülések közben vadászik, gyakran a tengerfenéken. Bár az állat képes 5 percig visszatartani lélegzetét, a merülések alig tartanak egy percig, ritkán 4 percig. Az egyetlen tengeri emlős, amely képes a fenékről felhozni vagy megfordítani köveket, mely műveletet a mellső lábaival végzi. A tengeri vidra leszedi a moszatokról a csigákat és a többi élőlényt, vagy mélyre leás a kagylók után a tengerfenéken. Az egyetlen tengeri emlős, amely a halakat a mellső lábaival és nem a szájával fogja meg.
Mindkét mellső láb alatt megnyújtható bőrzseb van, amelyek a mellig érnek. Ezekben a zsebekben (főképp a balban) tárolja zsákmányát az állat, amíg a felszínre ér. A felszínen, háton úszva, mellső lábaival szétszedi táplálékát, aztán szájához juttatja. A kisebb kagylókat héjastól megrágja és lenyeli, míg a nagyobbakat összetöri. A kagylók szétnyitásához az alsó metszőfogait is használja. Azért, hogy nagy tengeri sünöket is elfogyaszthasson, a tengeri vidra az állatok alsó részét harapdálja, mivel itt puhábbak és a tüskék kisebbek, míg a testük többi része nagy tüskékkel fedett. Miután megsértette a tengeri sün alsó részét, és az „vérezni” kezd, a tengeri vidra felnyalja tartalmát.
A tengeri vidra vadászás és táplálkozás közben köveket is használ, emiatt azon kevés emlősök közé tartozik, amelyek tárgyakat használnak. Háton úszva a mellére rakja a víz mélyéről fogott halat és kagylót. Karmos elülső mancsaival és egy kő segítségével feltöri a kagylót, aztán az ehető részeket a szájába gyömöszöli. Azért, hogy a kúpcsigákat (Vetigastropoda öregrend) leszedhesse a sziklákról, egy nagy kővel, 15 másodperc alatt negyvenötször üti meg áldozatát. A kúpcsigák a saját testtömegénél 4 ezerszer erősebb húzóerőnek is ellen tudnak állni, emiatt leszedésükhöz a tengeri vidrának többször kell lemerülnie. Mivel olyan állatokkal is táplálkozik, amelyek az ember számára is táplálékul szolgálnak, a kagylótenyésztők és a halászok ellenségei. A tengeri vidra a környezetének fontos tényezője, mivel megfékezi azon állatok túlszaporodását, amelyek teljesen „lelegelnék” a vízalatti „erdőket”.

### Társas viselkedésük
Ez az állat a partok lakója és csoportokban él. Habár minden felnőtt állat és önálló fiatal egyedül vadászik, pihenéskor csoportokba gyűlnek azonos nemű társaikkal, úgynevezett „tutaj”-okba. Egy tutaj körülbelül 10–100 állatból áll, a hím tutajok nagyobbak, mint a nőstény tutajok. Eddig a legnagyobb tengeri vidra tutaj 2000 egyedet számlált. Azért, hogy alvás közben a hullámok ne vigyék el őket, az állatok óriás moszatokba csavarják testüket.
Annak a hím tengeri vidrának van nagyobb esélye a párosodásra, amelyik olyan területet ural, amely a nősténynek is tetszik. Mivel ősszel érik el a szaporodási időszak csúcspontját, a hímek tavasztól őszig területféltők. Ez idő alatt a hímek a területük határait járják, hogy elűzhessenek minden oda tolakodó más hímet, viszont a verekedések eléggé ritkák. A felnőtt nőstények szabadon járnak egyik hím területéről a másikéra, számuk túlhaladja a hímekét. Egy hímre öt nőstény jut. Az olyan hímek, amelyeknek nincs saját területük, nagy „legénycsapatokba” verődnek, és így keresik fel a nőstényeket.
Ez a faj sokféle hangot képes kiadni: a kiskutya nyüszítéstől a sirály kiáltásáig. Amikor a nőstények nyugodtak, búgó hangokat hallatnak, a hímek viszont torokhangokat. A veszélyben levő felnőttek fütyülnek, sziszegnek vagy éppenséggel visítanak.
Bár a tengeri vidrák játszanak és érintkeznek egymással, mégsem mondható, hogy társas állatok. Az idejük legnagyobb részét magányosan töltik, a felnőttek egyedül vadásznak, ápolják bundájukat és védik magukat.

## Szaporodása

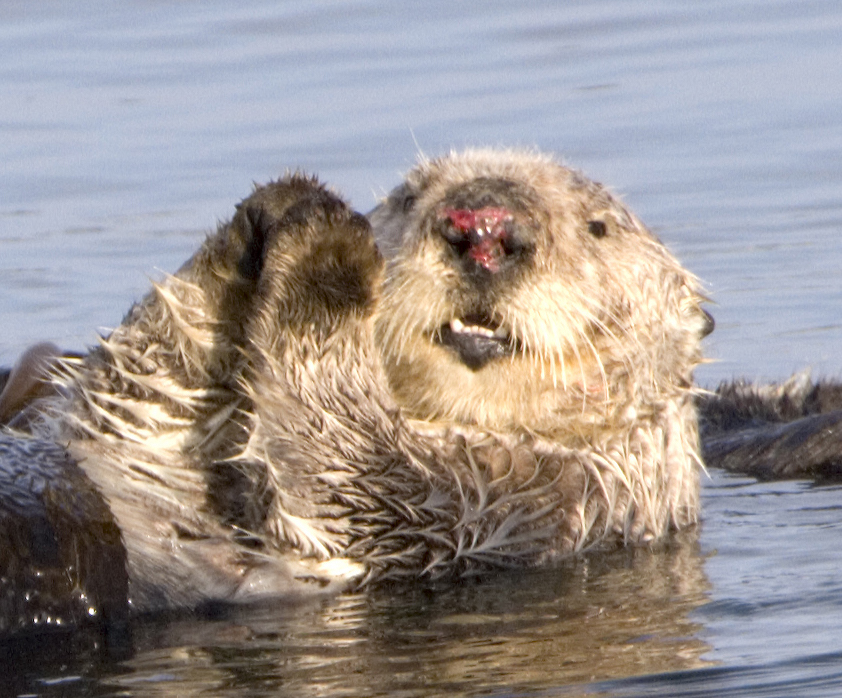
Párzás közben, a hím gyakran véresre sebzi a nőstény orrát

A tengeri vidráknál a hímek több nősténnyel is párosodhatnak, bár néhány napig tartó párt is alkothatnak. A párzás a vízben történik meg és alkalmanként el is durvulhat, mert a hím harapdálja a nőstény orrát – ami gyakran véresre sebződik –, és néha a nőstény fejét is a víz alatt tartja.
A párzási időszak egész évben tart, emiatt az ellés az év akármelyik napjára eshet, a legtöbbször azonban az északibb részeken május–június között, a délebbi részeken pedig január–március között történik. A vemhesség 4–12 hónapig tart, mivel a nőstények képesek késleltetni a beágyazódást, majd ezután négy hónapig fejlődik a magzat. Míg a kaliforniai állatok minden évben ellenek egy utódot, ezzel szemben az alaszkai példányok csak minden második évben.
Az ellés általában a vízben történik. A nőstény egy, néha két utódot hoz a világra. A kölyök 1,4–2,3 kilogramm tömegű. Az ikerellés csak 2 százalékban fordul elő, de általában ekkor is csak az egyik kölyök marad meg. Születéskor az újszülött szeme nyitva van, látszik 10 kis foga, és testét vastag bébibunda fedi. Az anyák gyakran órákig nyalják kicsinyeik bundáját, ezután levegőt fújnak bele. A szőrzetápolás után a bunda úgy tele van levegővel, hogy a kölyök lebeg a vízfelszínen, mint egy fadarab, és képtelen lemerülni. 13 hét után kicserélődik a sűrű, puha bébibunda a felnőttekre jellemző bundára.

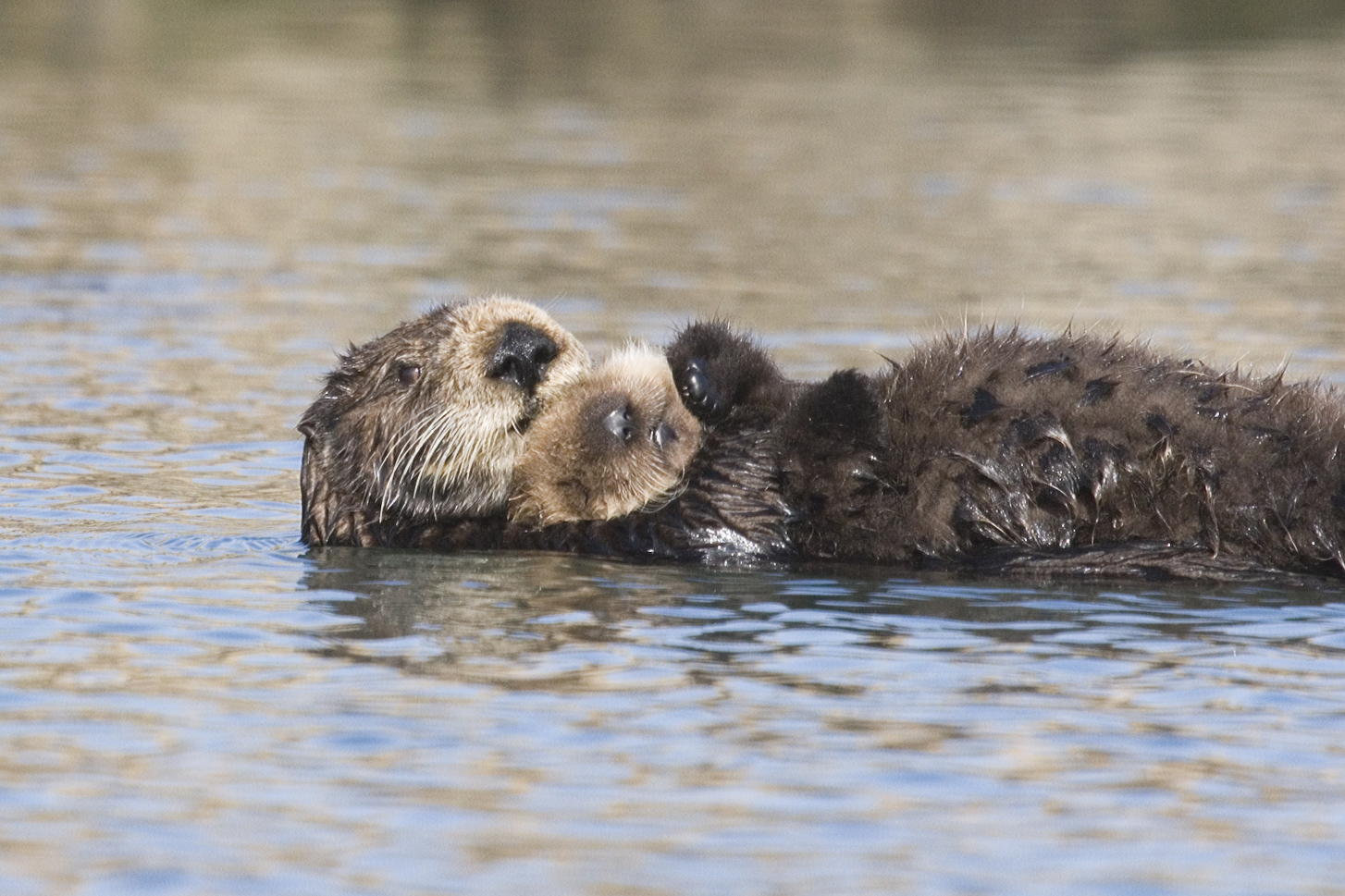
Egy anya lebeg a vízen, miközben kicsinyét a mellén tartja. Georg Wilhelm Steller írta, „Olyan gondosan ölelgetik kicsinyeiket, hogy alig hihető el”

A kaliforniai állománynál a szoptatás 6–8 hónapig, míg az alaszkainál 4–12 hónapig tart, de az anyák már az 1–2 hónapos kölyküknek is adnak szilárd táplálékot. A tengeri vidra teje két, a hason elhelyezkedő csecsbimbóból jön, gazdag zsírokban és inkább a többi tengeri emlősére hasonlít, nem a menyétfélékére. A kölyök az anyja felügyelete mellett, hetekig tanul úszni és merülni, mielőtt elérné a tengerfeneket. Először csak kis tápértékű zsákmányt hoz fel, mint amilyen egy kis, színes tengeri csillag vagy egy kavics. Általában egy fiatal 6–8 hónaposan válik önállóvá. Az is előfordul, hogy az anya elhagyja kicsinyét, ha nem talál elegendő táplálékot. Létezik azonban ennek az esetnek a fordítottja is, amikor egy kölyök már majdnem felnőtt méretű, de még mindig szopik. A kölykök halálozási rátája nagy, főleg az első tél idején – a feltételezések szerint csak 25 százalékuk éli túl az első évet. A tapasztaltabb anyák kölykeinek nagyobb esélyük van a túlélésre.
A nőstények táplálják és gondozzák kicsinyeiket, néha árvákat is elfogadnak. Már sokat írtak a tengerividra-anya kölyök iránti szeretetéről – egy anya állandó figyelmet mutat kicsinyével szemben, a mellén ölelgeti, hogy távol tartsa a hideg víztől és alaposan átvizsgálja bundáját. Amikor táplálékszerző útra indul, a kicsit moszatokkal tekeri be, hogy a hullámok ne vigyék el; ha a kölyök ilyenkor nem alszik, akkor hangosan sír anyja visszatértéig. Ha elpusztul a kölyök, az anya még napokig gondozza.
A nőstények 3–4, a hímek 5 évesen válnak ivaréretté. Bár a hímek csak néhány évvel ezután tudnak párosodni. Egy fogságban tartott hím még 19 évesen is sikeresen párosodott. A természetben a tengeri vidrák legfeljebb 23 évig élnek, az átlag élettartam 10–15 év a hímeknél, 15–20 év a nőstényeknél. Néhány fogságban lévő állat életkora meghaladta a 20 évet, egy nőstény pedig a Seattle Aquariumban 28 évesen pusztult el. A vadon élő tengeri vidráknak hamar elkopik a foguk, lehet, hogy emiatt ilyen rövid az élettartamuk.

## Az állományok

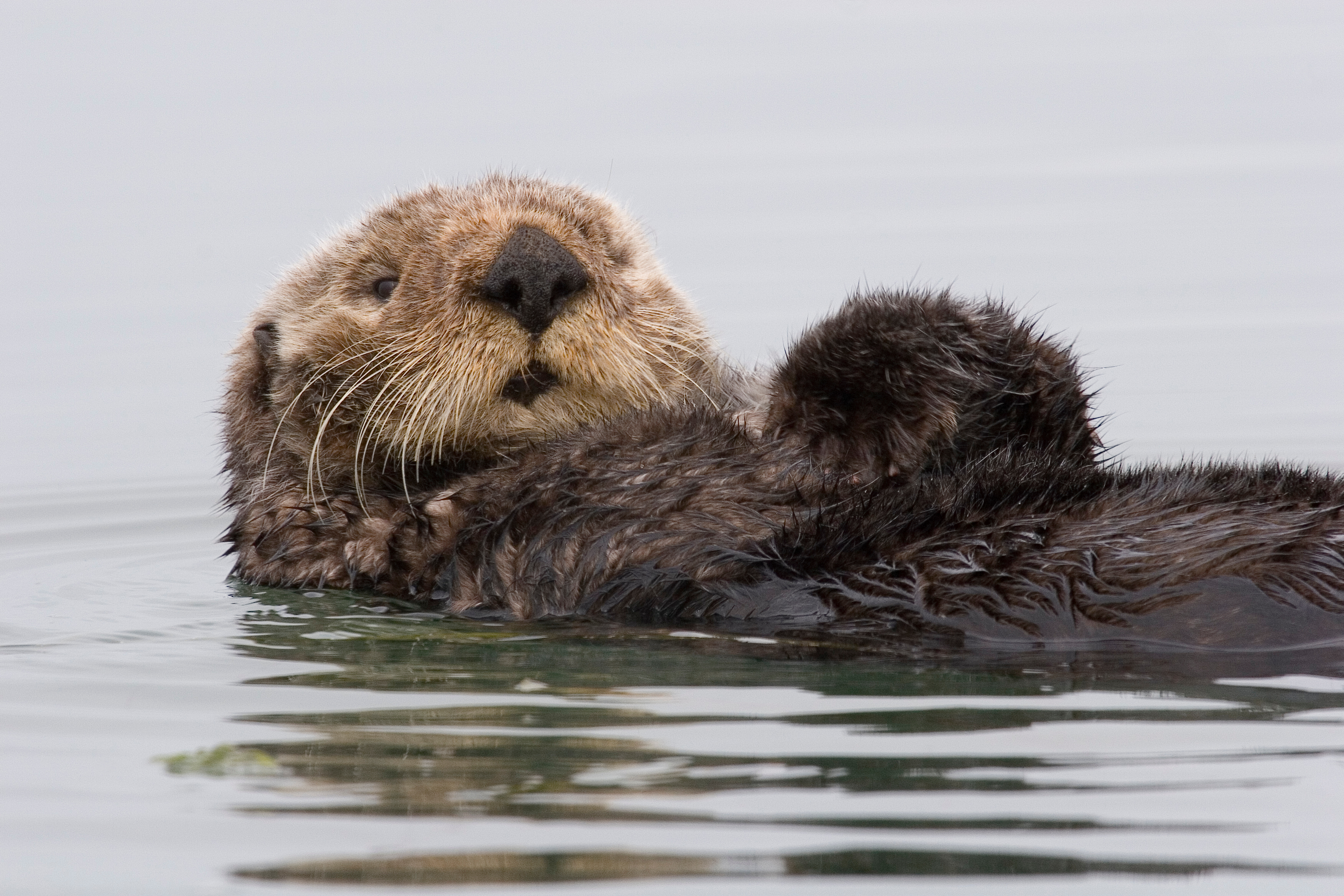
Tengeri vidra a Morro-öbölben

A tengeri vidrák a parttól egy kilométeres távolságig tanyáznak és a 15–25 méteres mély vizeket kedvelik. Olyan helyeket választanak maguknak, amelyek védettek az erős óceáni széltől: sziklás parti részeket, vastag moszaterdőket és korallzátonyokat. Bár az állatokat legtöbbször köves tengerfenéken kutatóknak képzeljük el, a tengeri vidrák egyaránt képesek sáros, homokos és iszapos vízben is keresgélni. Az északi elterjedési területüket a jég határozza meg, mivel a tengeri vidrák képesek az úszó jégtáblák mellett élni, de képtelenek a hamar befagyó tenger környékén sokáig tartózkodni. Az egyedek általában néhány kilométeres territóriumukon élnek, és ott is maradnak egész évben.
A tengeri vidrák állománya feltételezések szerint valamikor 150 000–300 000 egyedet számlált. Élőhelyük a Csendes-óceán északi partjainak egy ív alakú része, Észak-Japántól a Mexikóhoz tartozó Kaliforniai-félsziget középső részéig. A prémvadászat, amely 1740-ben kezdődött, lecsökkentette a tengeri vidrák számát 1000–2000-re. A megmaradt állatok tizenhárom kolóniába tömörültek. Körülbelül a korábbi elterjedési területük kétharmadán újra elkezdett nőni a számuk, egyes helyeken jobban, máshol viszont kevésbé. A tengeri vidrának állandó állománya Oroszország keleti partjainál, valamint Alaszkánál, Brit Columbiánál, Washington államnál és Kaliforniánál van, de bizonyítékok vannak arra, hogy Mexikó és Japán partjainál is visszatelepednek. A 2004–2007 közötti felmérés körülbelül 107 000-re tette a világ tengerividra-állományának a számát.

### Oroszország
Jelenleg a legbiztonságosabb helyek a tengeri vidrák számára az orosz partok. A 19. század előtt körülbelül 20 000–25 000 példány élt a Kuril-szigeteken, ennél is több Kamcsatka partvidékén és a Parancsnok-szigeteken. A Nagy Vadászat évei után, ezeken a helyeken, amelyek manapság Oroszországhoz tartoznak, 750-re esett vissza a tengeri vidrák száma. 2004-ig a tengeri vidrák már visszafoglalták egykori élőhelyeiket, számuk körülbelül 27 000-re tehető. A Kuril-szigeteken körülbelül 19 000, Kamcsatka partvidékén 2000–3500 és a Parancsnok-szigeteken 5000–5500 példány él. Az egyedszám-növekedés lassulni kezdett, amiből arra lehet következtetni, hogy az itteni állomány megközelítette az élőhely befogadóképességét.

### Alaszka
Alaszka a tengeri vidrák szaporodási területének központja. 1973-ban az itteni állományt 100 000–125 000 egyedre becsülték, ez 2006-ig 73 000-re esett vissza. Hatalmas egyedszámcsökkenés történt az Aleut-szigeteken; a nagy méretű pusztulás oka egyelőre ismeretlen, de a tudósok a kardszárnyú delfinek aktivitását gyanítják. A Prince William-szoros tengeri vidráinak több ezer példánya pusztult el 1989-ben, amikor az Exxon Valdez tankhajó hajótörést szenvedett.

### Brit-Columbia és Washington állam
Az Alaszkától délre levő állományok külön-külön csoportokban élnek, melyek nem érintkeznek egymással. 1969–1972 között 89 tengeri vidrát hoztak hajóval Alaszkából a brit columbiai Vancouver-sziget partjaira. Ez a 89 példány egy egészséges, jól fejlődő állományt hozott létre, 2004-ig számuk több mint 3000-re nőtt. Elterjedési területük Tofino és Cape Scott között helyezkedik el. 1989-ben, közép Brit Columbia partvidékén egy különálló állományt fedeztek fel. Még nem tudják, hogy ez az állomány az újratelepített tengeri vidráktól szakadt le, vagy a prémkereskedelem éveinek túlélői alkotják. 2004-ben körülbelül 300 egyedből állt az újonnan felfedezett populáció.
1969–1970 között 59 állatot hoztak az Amchitka-szigetről Washington állam vizeibe. A 2000 és 2004 között végzett éves megfigyelések azt mutatják, hogy az állomány 504–743 egyed között van. Elterjedési területük az Olympic-félsziget és délen a Destruction-sziget és Pillar Point között fekszik.

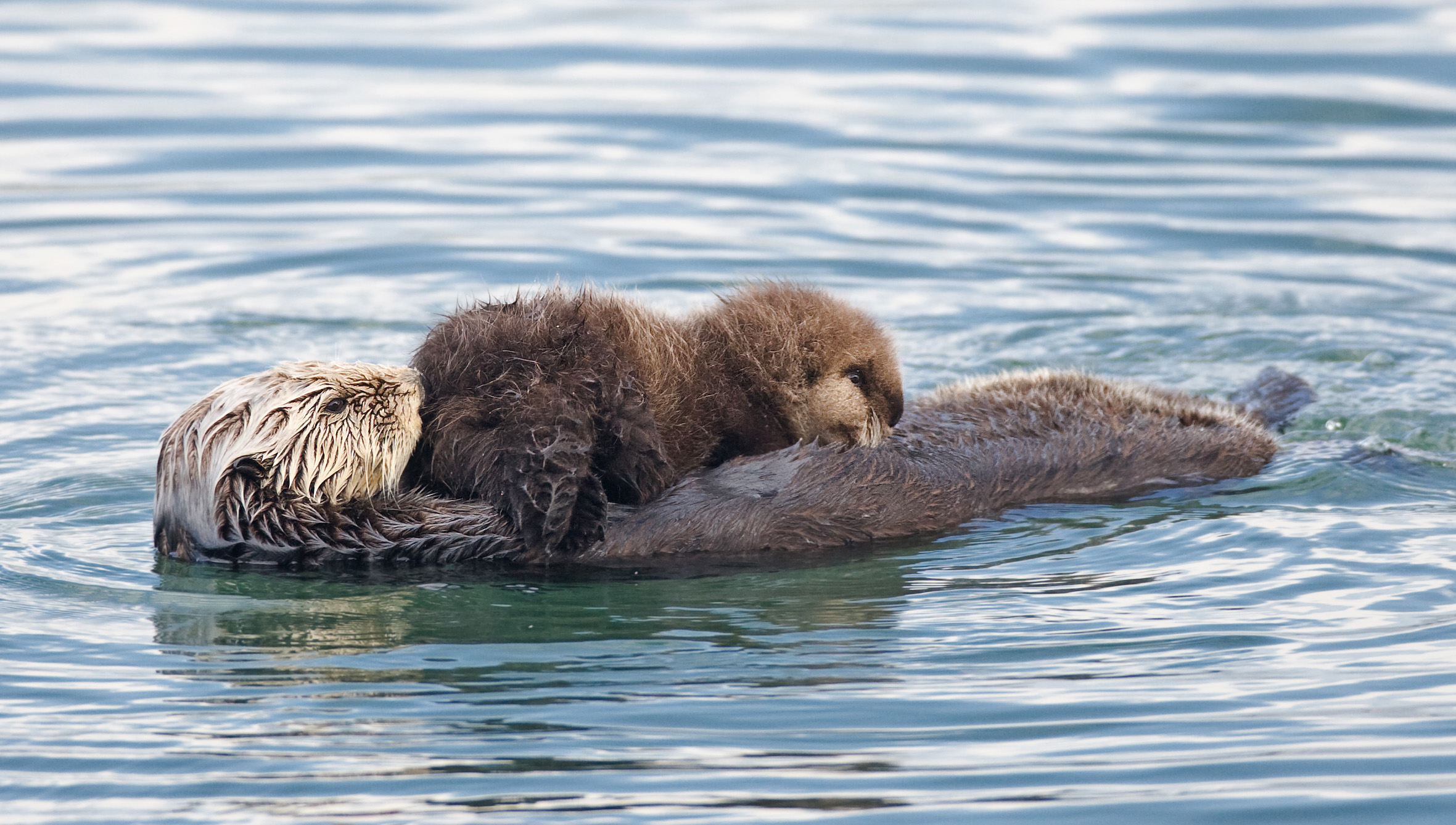
Kaliforniában több mint 3000 tengeri vidra él, ezek azon 50 állat leszármazottjai, amelyeket 1938-ban fedeztek fel

Brit-Columbiában és Washington államban a tengeri vidrák legnagyobb része távol tartózkodik a partoktól. De az Olympic-félsziget partjainál két méterre is megközelítik a szárazföldet. A San Juan-szigeteken és Puget Soundon látott tengeri vidrák valójában kanadai vidráknak bizonyultak, amelyek eléggé gyakoriak ezeken a partokon, bár a biológusok megerősítették, hogy errefelé a ’90-es évek közepétől időnként fel-felbukkan egy-egy tengeri vidra is.

### Kalifornia
2007 tavaszán, 3026 tengeri vidrából állt az állomány, közép-Kalifornia partjainál. Az itteni, prémkereskedelem előtti, állomány 16 000 lehetett. A ma élő kaliforniai tengeri vidrák egy 50 egyedet számláló kolóniának a leszármazottai, amelyeket a Big Sur-nál fedeztek fel 1938-ban. Jelenlegi főbb elterjedési területük San Franciscótól délre és Santa Barbara megye között fekszik. Az 1980-as évek utolsó éveiben, Az Amerikai Egyesült Államok Halászati és Vadászati Hivatala (U.S. Fish and Wildlife Service) körülbelül 140 kaliforniai tengeri vidrát helyezett át a dél-kaliforniai San Nicolas-szigetre, hogy tartalékot biztosítson olyan esetekben, ha tankhajóbaleset következne be a tengeri vidrák területén. A biológusok meglepetésére a San Nicolas-szigeti populáció csökkenni kezdett, mivel az állatok visszavándoroltak eredeti helyükre. 2005-ben már csak 30 állat tartózkodott San Nicolas-sziget közelében, de az ottmaradottak a bőséges zsákmánykínálat miatt nagyon jól élnek. Az állatokat áthelyező hivatal szerint az élőhely befogadóképessége 5–10 év alatt érte volna el a határt.
Amikor a hivatal elhatározta az áthelyezési programot, a kaliforniai populáció „térségi gazdálkodását” is kigondolta. Azért, hogy enyhítse a vetélkedést a halászok és tengeri vidrák között, Point Conception-tól a mexikói határig levő részt „tengerividra-mentes övezetnek” nyilvánította. Ezen a szakaszon, csak a San Nicolas-sziget partjai mentén élhettek tengeri vidrák. E menedékhelytől eltávolodó állatokat befogták és más helyekre szállították. Ezt a tervet aztán feladták, mert fölöslegesnek bizonyult, mivel a több száz befogott tengeri vidra visszatért a tengerividra-mentes övezetbe, nem törődve a szabályokkal. 2005-ben, a nyilvánosság nyomására, az Amerikai Egyesült Államok Halászati és Vadászati Hivatala döntést kellett hozzon az ügy megoldását illetően.

### Oregon
Oregonban, a Depoe öbölben, 103 év után, 2009. február 18-án láttak először vad tengeri vidrát. A magányos hím Kaliforniából vagy Washington államból vándorolhatott ide.

## Ökológia

### Étrendje

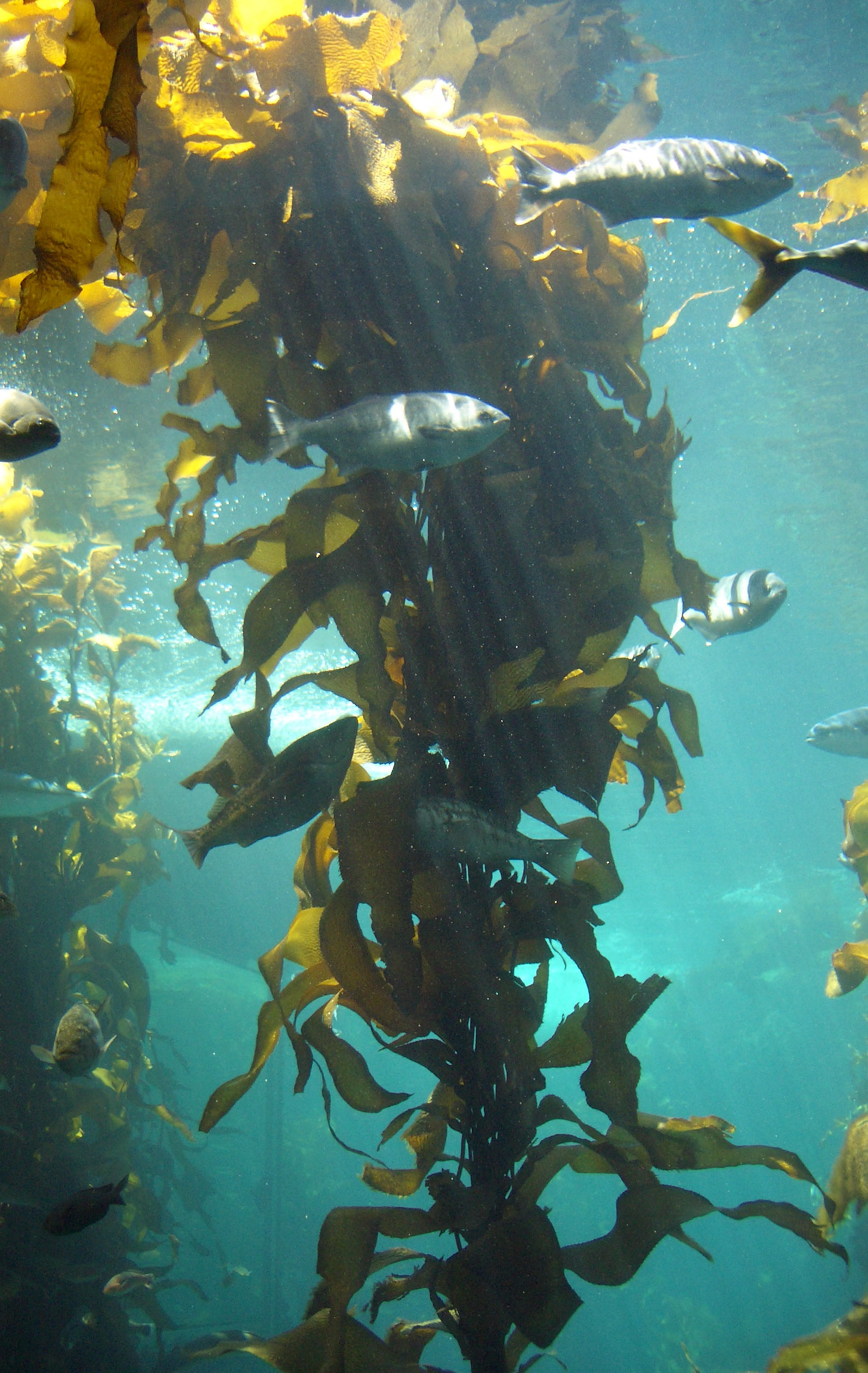
A tengeri vidrák egészségesen tartják az óriás barnamoszaterdőket, mivel megeszik ezek legelő állatait

A tengeri vidrák több mint 100 különböző állatfajjal táplálkoznak. Elterjedési területük legnagyobb részén majdnem kizárólag tengeri gerincteleneket fogyasztanak, például tengeri sünöket, különböző kagylófajokat, a Vetigastropoda öregrend egyes fajait, más puhatestűeket, rákokat és csigákat. A zsákmány mérete az apró Docoglossa-fajoktól az óriáspolipig terjed. Ahol különböző méretű tengerisünök, kagylók és kúpcsigák élnek együtt, a tengeri vidra mindig a legnagyobb példányokat választja ki elfogyasztásra. A kaliforniai megfigyelések azt mutatták, hogy a tengeri vidrák figyelemre se méltatják a 7 centiméter átmérőjűnél kisebb Pismo kagylókat.
Az állatok néhány északi élőhelyen halakkal is táplálkoznak. Az 1960-as években, Amchitka-sziget partjainál – ahol a befogadóképesség elérte a határt – a tanulmányozások azt mutatták, hogy a tengeri vidrák gyomrában 50 százalékban halak voltak. A legtöbb halfaj tengerfenéki vagy lassú mozgású volt, mint például a Hemilepidotus hemilepidotus és a gömbhal-fajok. Alaszkától délre a hal alig játszik szerepet az étrendjükben. Ellentétben a tévhittel, amely szerint a tengeri vidrák tengeri csillagokat fogyasztanának, ezt csak ritkán teszik. Ha barnamoszatot nyelnek le, az emésztetlenül távozik el az ürülékkel együtt.
A tengeri vidrák étrendje és vadásztechnikája egy adott területen belül is változatos. A zsákmány kiválasztását és annak megszerzését az anyjuktól tanulják a kicsinyek. Egy állomány étrendje idővel megváltozhat, ha kedvenc zsákmányukat túlvadásszák, például a nagyobb tengerisünöket; vagy ha az ember is azt fogja ki, ami a tengeri vidráknak kedvelt tápláléka. Az állatok képesek egy helyről teljesen összeszedni a kúpcsigákat, kivéve azokat, amelyek mélyen a sziklafalak között élnek, de azért a tengeri vidrák vigyáznak arra, hogy ne irtsák ki teljesen a táplálékforrásaikat. 2007-ben, egy kaliforniai tanulmányozás során megfigyelték, hogy ha kevés a táplálékkínálat, a tengeri vidrák többféle zsákmányfajhoz folyamodnak. Érdekesség, hogy a táplálékban szegény helyeken az állatok jobban szakosodtak egyfajta zsákmányra, mint az olyan helyeken, ahol bőséges a kínálat.

### Kulcsfaj szerepe
A tengeri vidra egy tipikus kulcsfaj, mivel nagy egyedszámú jelenléte meghatározza az élőhelyének kinézetét és összetételét. A tengeri vidrák megakadályozzák, hogy a tengerfenéken lakó, legelő állatok, például a tengerisünök túlszaporodjanak. A tengerisünök megrágják az óriás barnamoszatok alsó szárát, így azokat a hullámok elviszik. Az ilyen „óriás erdők” pusztulása az ökoszisztéma összeomlásához vezetne, mivel ezek élőhelyet és táplálékot nyújtanak rengeteg élőlény számára. Az olyan észak-csendes-óceáni helyeken, ahol nincsenek tengeri vidrák, „tengerisün-sivatagok” jöttek létre, ahol nagy számban élnek tengerisünök, de hiányoznak a tengeralatti erdők.

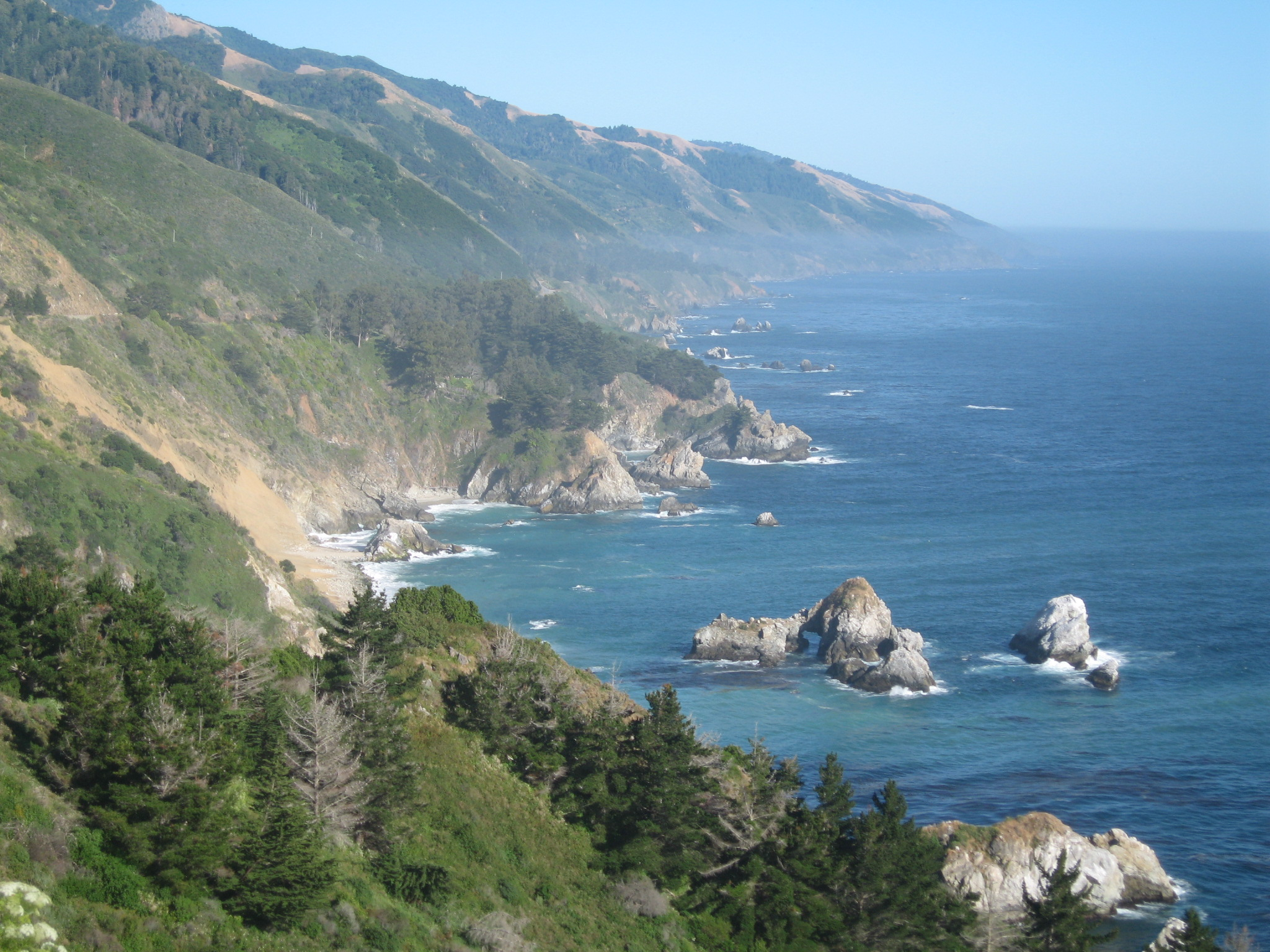
A prémkereskedelem éveiben az embertől távoli helyek, mint amilyen ez a kaliforniai tengerpart, voltak az utolsó menedékhelyek a tengeri vidra állományok számára

A brit columbiai tengerividra-visszatelepítések, fontos ökoszisztéma-javulást idéztek elő. Ilyen javulás történt az Aleut-szigeteken, a Parancsnok-szigeteken és a kaliforniai Big Sur-nél is. Kalifornia egyes vízalatti erdői a tengeri vidrák nélkül is megvoltak, mert a tengerisün-állomány elszaporodását egyéb tényezők korlátozták. A tengeri vidrák szerepe a barnamoszaterdők karbantartásában fontosabb a nyíltabb vizeken, mint a védett öblökben és torkolatokban.
A tengeri vidrák az élőhelyük fajgazdagságában is szerepet játszanak, mivel a jól szaporodó kagylókat összeszedik a sziklás helyekről, helyet engedve más élőlények megtelepedésének.

### Ragadozói
A tengeri vidrákkal táplálkozó állatok közé sorolhatók a kardszárnyú delfinek (Orcinus orca) és a fülesfókák (Otariidae); a fehérfejű rétisas (Haliaeetus leucocephalus) is vadászik rájuk, kiemelve a kölyköket a víz felszínéről. Kaliforniában, a cápaharapások, főleg a fehér cápa (Carcharodon carcharias) támadásai, okozzák a tengerividra-halálozások 10 százalékát; emiatt az állományok nem nagyon terjednek északabbra. Találtak már cápaharapás által elpusztult tengeri vidrákat, de még nincs bizonyíték arra, hogy a cápák meg is eszik őket.

## A tengeri vidra és az ember

### Prémkereskedelem

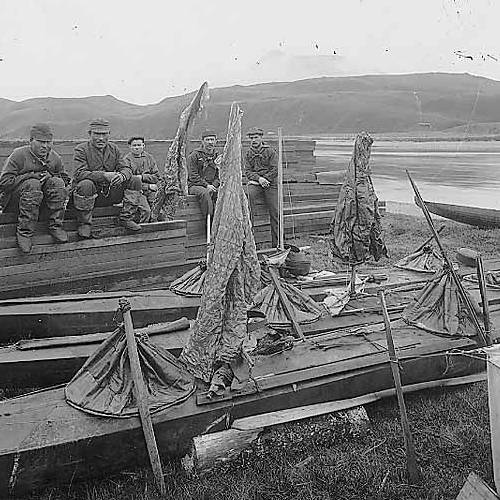
1896-ban, Aleut férfiak Unalaskában. A kajakot a vadászok tengeri vidra vadászatára is használták

A régészeti leletek azt mutatják, hogy a helybéli lakosság már több ezer éve vadászik a tengeri vidrákra, táplálékért vagy a bundájáért. Az állatok nagy volumenű levadászása, aminek következtében körülbelül egymillió tengeri vidrát öltek meg, a 18. században kezdődött, amikor a világ összes tájáról a vadászok és a kereskedők érkeztek az élőhelyekre, hogy kielégítsék a tengeri vidra prémje utáni keresletet. Ebben az időben a tengeri vidra bundája volt a legdrágább árucikk.
Az 1700-as évek elején az oroszok elkezdték vadászni a tengeri vidrákat a Kuril-szigeteken, és a zsákmányt először Kínának adták el. Oroszország felfedező utakat rendelt az Észak-Csendes-óceán térségére, Vitus Beringet küldve, hogy térképezze fel az Arktisz partjait és találjon átjárókat Szibéria és Észak-Amerika között. 1741-ben, az Észak-Csendes-óceán térségét feltáró második felfedező útján, Bering hajótörést szenvedett a Parancsnok-szigetekhez tartozó Bering-szigeten, ahol ő és legénységének nagy része meghalt. Az életben maradt legénység között volt Georg Steller biológus, aki felfedezte a tengeri vidrát, amelyet először a partokon tekintett meg. A telet ezekre vadászva töltötte, a kártyajátékok tétjét tengerividra-bőrök tették ki. Szibériába 1000 vidrabőrrel tértek vissza, amikért magas árat kértek. Így kezdődött az úgynevezett „Nagy Vadászat”, amely még száz évig tartott.

Prémeladások (ezres számban) a londoni prémpiacon. A visszaesés az 1880-as években mutatkozott, amikor a tengerividra-állomány csökkenni kezdett

Az orosz prémvadász expedíciók nemsokára kiirtották a tengeri vidrákat a Parancsnok-szigetek környékéről, és 1745-ben a vadászok átköltöztek az Aleut-szigetekre. Az oroszok először kereskedtek az aleut őslakosokkal. Egy idő után a nőket és gyermekeket foglyul ejtették, míg a férfiakat kötelezték, hogy vadásszanak nekik, akik nem engedelmeskedtek, megkínozták, sőt meg is ölték őket. Sok aleut őslakos az oroszok keze, vagy az általuk behozott betegségek által lelte halálát. Az őslakosság számát az oroszok 20 000-ről 2000-re csökkentették. Az 1760-as években az oroszok elérték Alaszkát. 1799-ben, I. Pál orosz cár egyesítette az ellenségeskedő prémvadász társulásokat, az Orosz-amerikai Társaságba, amelynek birodalmi szabadalmat, védelmet és monopóliumot garantált a prémekre és az elfoglalt területekre. I. Sándor orosz cár alatt a kereskedők által vezetett Társaság a Cári Haditengerészet kezébe került, mert a tisztek a kereskedők által bántalmazott őslakosokról számoltak be. 1818-ban az alaszkai őslakosoknak megadták azokat a jogokat, amelyeket egy orosz városi lakos is élvezhetett. A déli részeken más népek is bekapcsolódtak a vadászatba. Mexikó és Kalifornia partjain a spanyol felderítők tengerividra-bőröket vettek az amerikai őslakosoktól, melyeket aztán eladtak Ázsiában. 1778-ban, az angol James Cook kapitány elérte Vancouver-szigetet, és ott tengerividra-bőröket vásárolt az őslakosoktól. Amikor Cook hajója egy kínai kikötőbe érkezett, a bőrök magas áron is hamar elkeltek – nemsokára „puha arany”-nak nevezték az árucikket. Ahogy terjedt a hír az értékes prémekről, Európából és Észak-Amerikából vadászok és kereskedők érkeztek a Csendes-óceán keleti partjaira.
Az orosz vadászat délfelé kezdett terjeszkedni. Ezt az amerikai hajóskapitányok is elősegítették, ugyanis orosz kereskedőket és aleut vadászokat alkalmaztak hajóikon. Ezek az egyezségek főleg Washington, Oregon és Kalifornia államokban működtek jól. 1808–1842 között 75 amerikai hajó vett részt a kaliforniai vidravadászatban, míg ezzel szemben az Orosz-amerikai Társaságnak csak 13 hajója volt. 1812-ben az oroszok megalapították Fort Rosst (Észak-Kalifornia), egy mezőgazdasági települést, hogy itt legyen a déli főszálláshelyük. A következő 29 évben, először az amerikaiakkal együtt, 50 000 kaliforniai tengeri vidrát öltek meg, ezek többségét az amerikai kereskedők dolgozták fel, aztán amerikai hajókkal Kantonba szállították.
A sok vadászat során a tengeri vidrák száma annyira lecsökkent, hogy ez a tevékenység kereskedelmi szempontból már nem volt kifizetődő. Az Aleut-szigeteken a kereskedelmi célú vadászat 1808-ban leállt, mivel az Orosz-Amerikai Társaság védelmi intézkedéseket hozott, amelyeket 1834-ben továbbiak követtek. 1867-ben, amikor Oroszország az Amerikai Egyesült Államoknak eladta Alaszkát, az alaszkai vidraállomány 100 000-re nőtt, de az amerikaiak újból irtani kezdték őket, ismét a kihalás szélére sodorva a fajt. A prémek ára emelkedni kezdett, ahogy az állatok ritkultak: az 1880-as évek alatt egy bőr 105–165 dollár volt a londoni piacon, 1903-ban már egy bőr 1125 dollárt is megért. 1911-ben Oroszország, Japán, Nagy-Britannia (Kanada helyett) és az Amerikai Egyesült Államok aláírták a Fülesfókák Védelme Egyezményt, amelyben a tengeri vidrák vadászatát is felfüggesztették. Annyira kevés példány maradt – csak 1000–2000 egyed – hogy úgy gondolták, hogy a faj ki fog pusztulni.

### Állománynövekedés és -védelem

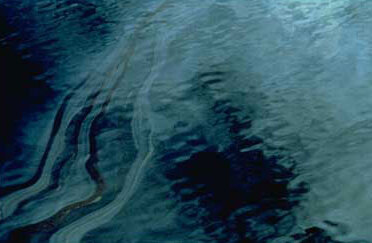
Az Exxon Valdez tankhajó balesete után nagyméretű olajfoltok úsztak a Prince-William-szoroson

A 20. század során a tengeri vidrák visszanépesítették az egykori elterjedési területük kétharmadát, így a megóvásukra kidolgozott program a tengeri természetvédelem egyik legsikeresebb vállalkozása lett. Ennek ellenére a Természetvédelmi Világszövetség a tengeri vidrát még mindig a veszélyeztetett fajok listáján tartja, mert az intézkedések ellenére sok veszély leselkedik rá: olajszennyezés, kardszárnyú delfinek, orvvadászok, halászok – a tengeri vidra belegabalyodik a horgászzsinórokba is. Az állat vadászata ma már tilos, kivéve az őslakosokat, akik számára az Egyesült Államokban néhány tengeri vidra elejtése engedélyezett egy-egy szezonban. 1991-ben, a Szovjetunió felbomlása után az orvvadászat nagy gondot okozott az orosz Távol-Keleten, de a törvények megerősítése és a gazdasági javulás csökkentette ezt a tevékenységet.
A tengeri vidrát az olajszennyeződések veszélyeztetik a legjobban. Ez kimondottan veszélyes az állatok számára, mivel életben maradásukhoz meleg bundára van szükségük. Amikor bundájuk megtelik olajjal, elveszti a levegőt megtartó képességét, és az állat rövid időn belül hipotermia (kihűlés) által pusztul el. Az állat mája, veséje és tüdeje károsodik, ha bundatisztogatás közben olajat nyel le vagy szippant fel. Az Exxon Valdez óriás tankhajó 1989. március 24-i balesete több ezer tengeri vidrát pusztított ki a Prince William-szoros térségében, és a fel-felbukkanó újabb olajfoltok egészen 2006-ig zavarták a helybéli állomány regenerálódását. A nyilvánosság előtt bevallott, a tengeri vidrákért érzett sajnálatában az Amerikai Egyesült Államok Halászati és Vadászati Hivatalának szóvivője a következőket mondta:
„A játékos, a fotogén, ártatlanul bámészkodó tengeri vidra tömören összefoglalva az áldozat szerepébe került […] az édes, játékos tengeri vidrák hirtelen veszélyben vannak, olajosak, ijedtek és haldoklanak, veszett ügyük van az olajjal szembeni küzdelemben.”
Mivel Kaliforniában, Washington államban és Brit-Columbiában kicsi az állatok elterjedési területe, egy nagyobb tankhajóbaleset nagy katasztrófához vezetne az adott térségben vagy tartományban. Az olajszennyeződések megelőzése céljából fontos intézkedéseket hoztak, de ez nem elég: ha növelni lehetne a tengeri vidráknak szánt területet, akkor megakadályoznák azt, hogy egy baleset esetén az egész állomány kipusztuljon. Mivel a tengeri vidrák nagy tengeriélőlény-fogyasztók, a halászok és kagylótenyésztők ügyvédei ellenzik az elterjedési terület növelését, sőt egyes halászok törvénytelenül pusztítják is ezeket az állatokat.

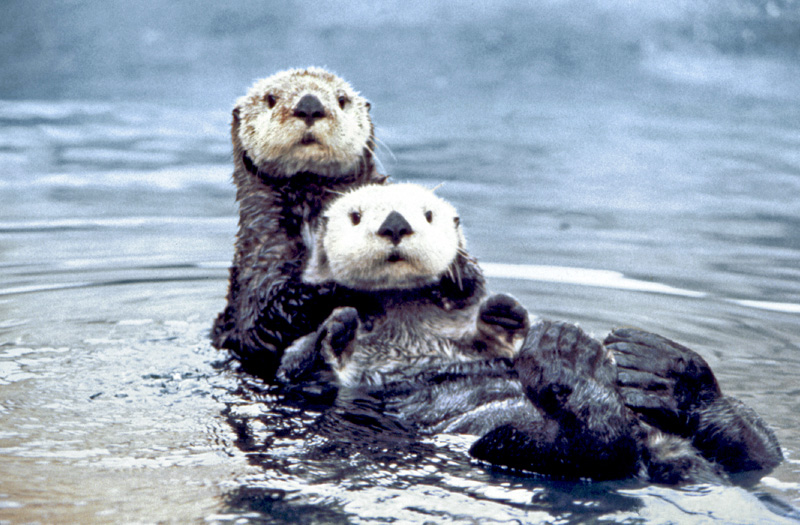
Tengeri vidrák az Olympic Coast National Marine Sanctuarynél. Jól látható a fura alakú hátsó láb és azon a megnyúlt hüvelykujj

Az utóbbi évtizedekben az Aleut-szigeteken nagymértékű tengerividra-pusztulás volt érezhető. Az 1980-as években a térség körülbelül 55 000-100 000 példánynak adott otthont, de az állomány 2000-re körülbelül 6000 állatra csökkent. A legelterjedtebb, de még vitatott feltételezés szerint a kardszárnyú delfinek voltak a populáció csökkenésének okozói, ezek ették meg a tengeri vidrákat. Az állatok számának csökkenése egybeesik az orkák vadászati idejével, de nincs bizonyíték arra, hogy az orkák tengeri vidrákra vadásznának.
Egy másik aggodalmat keltő élőhely a kaliforniai partoknál van, ahol az 1990-es évek vége felé ingadozás mutatkozott az állatok számában. Feltűnően nagy volt a halálozási ráta a felnőttek és fiatalok, főleg a nőstények között. Az elpusztult állatok felboncolása azt mutatta, hogy egy Toxoplasma gondii nevű élősködő támadta meg a szervezetüket, mely nagy méretű elhullást okozott a kaliforniai vidrák között. A halálos Toxoplasma gondiit a macskafélék és az oposszumok hordozzák. A tengeri vidrák a házi macskák vécén át eltávolított ürülékén keresztül fertőződnek meg. Habár ismert a kaliforniai tengeri vidrák elpusztulásának oka, még nem tudott dolog, hogy az itteni állatok miért érzékenyebbek erre a fertőzésre, mint a más helyeken lévők.
A tengeri vidráknak néhány védett területe van az Amerikai Egyesült Államokban, Oroszországban és Kanadában. Az ilyen védett területeken szigorúan tilos a szennyező anyagok vízbe engedése és a kőolaj kutatását célzó fúrások. Feltételezik, hogy több mint 1200 tengeri vidra él a Monterey Bay National Marine Sanctuaryben és több mint 500 az Olympic Coast National Marine Sanctuaryben.

### Gazdasági hatása

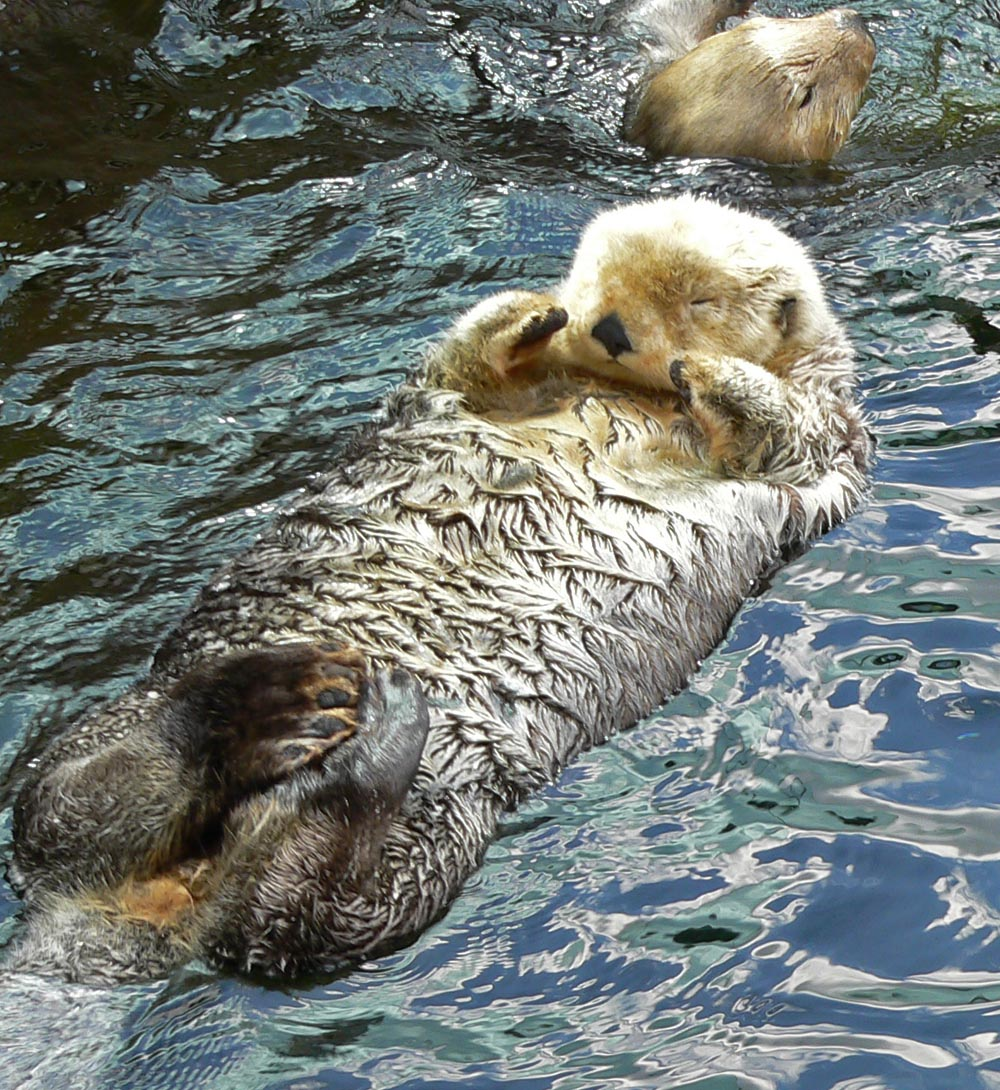
Szundikáló példány

A tengeri vidra zsákmányállatai között olyan élőlények is vannak, amelyeket az ember is szívesen fogyaszt, például egyes csigafajok, kagylók és rákok. Egyes helyeken a szegényes zsákmány heves vitákat idézett elő. A nyilvánosság a hatóságoktól várja az ügy megoldását.
Az ügy bonyolult, mert a tengeri vidrákra fogják a zsákmány csökkenését, de valójában ehhez a túlhalászás, a betegségek, a szennyezés és a földrengések is hozzájárulnak. A zsákmánykínálat csökkenése olyan helyeken is érezhető, ahol nincsenek tengeri vidrák. A természetvédők megjegyzik, hogy a tengeri gerinctelenek elszaporodása egy eléggé új jelenség, ami a tengeri vidrák kiirtásának köszönhető. Bár sok tényező hozzájárul a zsákmánykínálat visszaeséséhez, a tengeri vidrák képesek egy helyen annyira lecsökkenteni a táplálékforrást, hogy az már nem kifizetődő a halászok számára. A tudósok egyetértenek azzal, hogy a tengeri vidrák és a csigatenyésztők nem élhetnek egyazon helyen, és ez igaz más tenyésztőkre is.
A tengeri vidra és az ember kapcsolatának sokféle alakja van, egyesek nem érzékelhetőek azonnal. A tengeri vidrának köszönhető a nagyobb mennyiségű barnamoszat begyűjtése, mivel az állat korlátozza a tengerisünök elszaporodását; a barnamoszatot különböző ételekben és gyógyszerekben használják. Bár az ember összeszedi a Strongylocentrotidae tengerisüncsalád fajait tápláléknak vagy a tengeralatti erdők védelme céljából, a tengeri vidrák ennél jóval hatékonyabbak, hiszen több fajt és nagyobb mennyiségben „takarítanak” be. A barnamoszaterdők egészsége igen fontos, mivel sok iparilag halászható halat táplálnak. Egyes helyeken az állatok turistákat vonzanak, így a helybéli szállodák, vendéglők és a tengeri vidrákat megfigyelő kirándulást rendező társaságok jövedelemre tesznek szert.

### Szerepe a kultúrában
|  | Balra: Aleut tengerividra-amulett, amely egy anyaállatot ábrázol kölykével. Fent: Aleut faragás egy bálnacsontból készült lándzsán, amely tengerividra-vadászatot mutat be. Mindkét tárgy a Szentpétervári Antropológiai és Néprajzi Múzeumban látható. A hiedelem szerint az olyan tárgyak, amelyeken tengerividra-ábrázolás van, varázserővel rendelkeznek |

Sok észak-csendes-óceáni őslakosnak, mint például a Kuril-szigeteki ainuknak, a kamcsatkai korjákoknak és itelmeneknek, az aleut-szigeteki aleutoknak és még sok más észak-amerikai őslakos törzsnek fontos kulturális és anyagi értéket jelentett a tengeri vidra. Ezekben a kultúrákban, amelyek közül sokan erős animista szokásokkal rendelkeznek, ahol a legendák és történetek összeszövődnek a természeti és szellemvilággal, a tengeri vidra mindig családtagnak számított az ember számára. A Nuu-chah-nulth-ok, haidák és más parti Brit-columbiai törzsek a meleg, értékes vidrabőröket a törzsfőnökök kellékeinek tekintették. Tengerividra-bőröket ajánlottak fel a potlachokon is, amelyeket a felnőtté válás, esküvő és temetés alkalmával tartottak meg. Az aleutok tengeri vidrákat faragtak tárgyaikra díszként vagy játék céljából. A szárított és összetört ivarszerveket láz elleni orvosságnak használták.

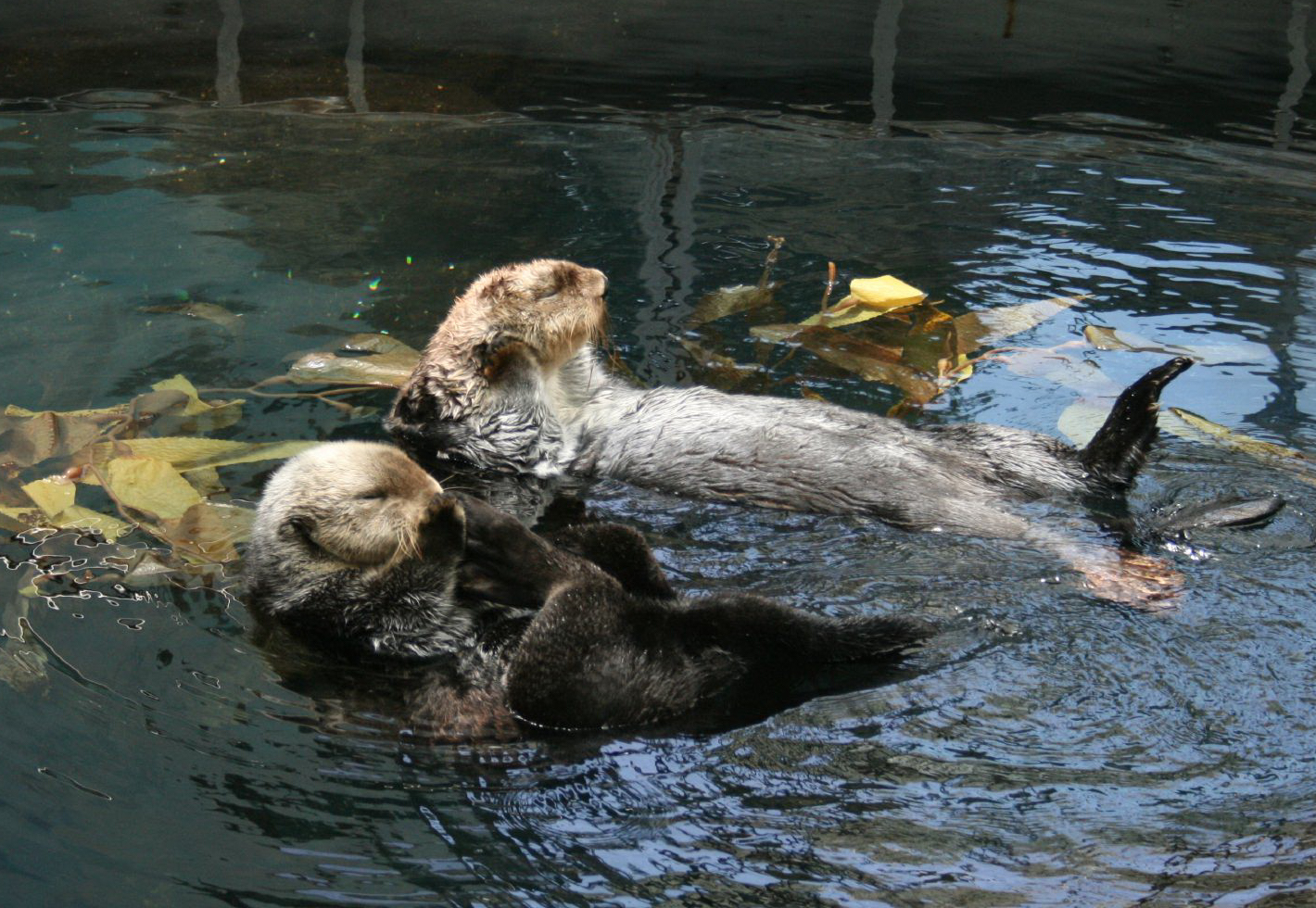
Tengeri vidrák a lisszaboni akváriumban. Megfigyelhető az állat hajlékonysága, miközben ápolja bundáját

Az ainuk azt hitték, hogy a vidra az emberek és a teremtő közti hírnök. Egy aleut legendának, miszerint a szerelmes vagy reménytelen nők a vízbe vetették magukat és vidrává váltak, sok változata van. Az ilyen, emberrel való összehasonlítások, abból indulnak ki, hogy a tengeri vidrák sok esetben az emberhez hasonlóan viselkednek: játékosak, az anya-kölyök közti kapcsolat igen erős, tárgyakat használnak, ezért sokszor megszemélyesítik az állatokat. Az ipari méretű vadászat erősen érintette úgy az embereket, mint a tengerividra-állományokat – az ainukat és aleutokat elkergették, e népeknek a száma még mindig kicsi; az észak-amerikai tengerparti törzsek teljesen elvesztették a kapcsolatot az állattal, mivel itt annyira kevés tengeri vidra maradt, hogy egy ideig az őslakosságnak sem volt szabad vadászni rá.
Az 1970-évek közepétől e faj szépsége és vonzereje megnyerte a nyilvánosság tetszését, manapság a természetvédelem egyik jelképe. A kerek, kifejező pofa és a puha bunda rengeteg emléktárgyat ihlet (képeslapok, ruhák és plüssjátékok).

### Akváriumok és állatkertek
A tengeri vidrák jól bírják a fogságot, világszerte 40 akváriumban és állatkertben találhatók meg. A seattle-i akvárium tenyésztett elsőként tengeri vidrákat, a fogamzástól a felnőttkorig. Az első fogságban született vidra Tichuk volt, amely 1979-ben jött a világra, majd az 1980-as évek elején még három kölyök született. 2007-ben, a YouTube-ra feltett videóklip, amelyben két tengeri vidra egymás „kezét” fogja, az első két héten 1,5 millió nézőt vonzott, azóta több, mint 12 millióan nézték meg. A film a vancouveri akváriumnál 5 évvel azelőtt készült, mielőtt a YouTube-ra felkerült volna. A YouTube egyik legnépszerűbb videóklipje volt akkoriban. A videóklipen látható világosabb színezetű vidra neve Nyac, az 1989-es Exxon Valdez tankhajó balesetének a túlélője. Nyac 2008 szeptemberében, 20 évesen pusztult el.

## Egyéb
A konvergens evolúció egy érdekes példája a tengeri vidra és a kavicsfogú álteknősök (Placodontia) fogai között meglévő hasonlóság. Ahogy a ma élő tengeri vidrák, úgy a „kavicsfogú álteknős” is kagylókra, tüskésbőrűekre vadászott a triász kori tengerekben.

## Fordítás
- Ez a szócikk részben vagy egészben  a   Sea otter című angol Wikipédia-szócikk ezen változatának fordításán alapul.  Az eredeti cikk szerkesztőit annak laptörténete sorolja fel. Ez a jelzés csupán a megfogalmazás eredetét és a szerzői jogokat jelzi, nem szolgál a cikkben szereplő információk forrásmegjelöléseként.